# أحمد بيغ
أحمد بيغ هي قرية في مقاطعة شاهين دج، إيران. يقدر عدد سكانها بـ 53 نسمة بحسب إحصاء 2016.